# Joan Sardà i Dexeus
Joan Sardà i Dexeus (Barcelona, 1910 - Barcelona, 23 de desembre de 1995) fou un economista català.

## Biografia
Va néixer el 1910 a la ciutat de Barcelona. Va estudiar economia a la Universitat de Barcelona i amplià estudis a la London School of Economics i a la Universitat de Múnic. Posteriorment es dedicà a la docència acadèmica a les Universitats de Barcelona, Universitat de Santiago de Compostel·la, Universitat de Caracas i Universitat de Veneçuela.
Sardà va morir a Barcelona el 23 de desembre del 1995 a l'edat de 85 anys a causa d'un emfisema pulmonar.

## Família
Joan Sardà és fill de Joan Sardà i Làdico, advocat i escriptor, i de Dolors Dexeus i Font.
És net de Joan Sardà i Lloret i nebot de Francesc Sardà i de Santiago Dexeus i Font. Alhora, és cosí germà de Santiago Dexeus i Trias de Bes, de Josep Maria Dexeus i de Josep Maria Carreras i Dexeus.

## Activitat econòmica[3]
L'any 1929 va iniciar les seves col·laboracions sobre economia al diari L'Opinió per entrar a forma part després de la redacció de la revista Economia i Finances. Durant la Guerra Civil espanyola va ser un dels experts col·laboradors de la Comissaria de Banca, Borsa i Estalvi de la Generalitat de Catalunya. Va ser vicesecretari de l'Associació de Banquers de Barcelona- Asociación de Bancos del Nordeste de España i va col·laborar amb la publicació Espanya Bancària.
Fou assessor del Banc Central de Veneçuela, director del servei d'estudis del Banc d'Espanya i conseller d'economia de l'Estat. És considerat com el principal inspirador del Pla Nacional d'Estabilització Econòmica promogut l'any 1959 pel govern de Luis Carrero Blanco. Fou el director de la revista econòmica España Económica, i des d'aquesta posició exercí una forta influència en els economistes espanyols de mitjan segle xx.
L'any 1979 el Col·legi d'Economistes de Catalunya el va distingir com a col·legiat d'honor. L'any 1982 li fou concedida la Creu de Sant Jordi, el 1988 la Medalla d'Or de la Generalitat de Catalunya, el 1993 la medalla al mèrit científic de l'Ajuntament de Barcelona, i el 1994 el Premi Rei Jaume I d'economia. L'any 1995 fou investit Acadèmic numerari de la Real Academia de Ciencias Económicas y Financieras.

## Selecció d'obres publicades
- 1933: Los problemas de la banca catalana
- 1948: La política monetaria y las fluctuaciones de la economía española en el siglo XIX
- 1969: La crisis monetaria internacional